# Marco Bechis
Marco Bechis (Santiago del Cile, 24 ottobre 1955) è un regista, sceneggiatore e produttore cinematografico italiano. Ha vissuto a lungo in Argentina.

## Biografia
Marco Bechis è nato a Santiago del Cile da madre cilena e padre italiano. Cresciuto tra San Paolo e Buenos Aires, nell'aprile del 1977 viene sequestrato dalla polizia nella capitale argentina e portato in un carcere clandestino (da questa esperienza avrà origine il film Garage Olimpo). Dopo quattro mesi viene rilasciato ed espulso dall'Argentina e approda a Milano. Da allora vive e lavora nella casa autogestita milanese di via Morigi 8. Ha trascorso lunghi periodi a New York, Los Angeles e Parigi. Oltre al cinema coltiva altri interessi: è maestro elementare a Buenos Aires, fotografo Polaroid e video-artista a New York.
Nel 1981 partecipa ad una scuola di cinema, l'Albedo di Milano. Nel 1982, realizza a Milano Desaparecidos, dove sono?, video-installazione su un campo di concentramento argentino, da cui poi trae il film Garage Olimpo. Nel 1985 scrive Chip, da racconti di Borges. Discute con l'autore la sceneggiatura ed inizia a lavorare al film ma l'autore muore l'anno dopo ed il film si interrompe. Dal 1983 al 1988 collabora con lo Studio Pontaccio di Milano dirigendo e producendo film brevi per la RAI, gira Absent, video sperimentale che vince il Festival di Salsomaggiore 1984. Nel 1985 è consulente per la realizzazione dei video nel film Ginger e Fred di Federico Fellini. Nel 1987 gira per la RAI Storie Metropolitane, film brevi in sette città del mondo.
Nel 1991 esordisce nel lungometraggio con Alambrado (Festival di Locarno 1991)
Dal 1994 al 1996 gira in India il documentario Luca's film, dedicato al suo amico Luca Pizzorno, scultore, artista e fotografo, morto lo stesso anno (Festival di Locarno 1996).
Nel 1995 scrive (ma non dirige) Il Carniere, un film sulla Bosnia. Vince il Premio Amidei 1997 alla miglior sceneggiatura italiana dell'anno.
Il suo secondo lungometraggio è Garage Olimpo (1999), la storia di un campo di concentramento in Argentina, durante la dittatura militare (52º Festival di Cannes).
In Figli/Hijos, il terzo film, racconta il dramma dei figli di scomparsi argentini illegalmente adottati da famiglie di ex-militari (Mostra del Cinema di Venezia del 2001).
I suoi film hanno vinto 14 premi internazionali.
Nel 2004 con Caterina Giargia fonda Karta Film e inizia la preparazione di La Terra degli Uomini Rossi – Birdwatchers, suo primo film come regista e produttore, in collaborazione con la Classic di Amedeo Pagani.
Nel novembre del 2011 presenta al Festival del Cinema di Torino "Il sorriso del capo", documentario sulla costruzione della propaganda fascista nel Ventennio. Il film è stato realizzato esclusivamente con immagini tratte dagli archivi dell'Istituto Luce.
Nel 2021 ha pubblicato il memoir La solitudine del sovversivo nel quale narra la sua esperienza di desaparecido sopravvissuto.

## Filmografia

### Regista e sceneggiatore
- Dall'ascensore (1986) cortometraggio
- Alambrado (1991)
- Luca's Film (1997)
- Baires-Sarajevo (1999)
- Garage Olimpo (1999)
- Figli/Hijos (2001)
- La terra degli uomini rossi - Birdwatchers (2008)
- Il sorriso del capo (2011)
- Il rumore della memoria (2013) (web serie)
- Tutte le Scuole del Regno (2015)
- Il rumore della memoria, il film (2015)

### Sceneggiatore
- Il Carniere (1997)

### Produttore Cinematografico
- Luca's Film (1997)
- Garage Olimpo (1999)
- Baires-Sarajevo (1999)
- La terra degli uomini rossi - Birdwatchers (2008)
- Il sorriso del capo (2011)
- Il rumore della memoria (2015)
- Tutte le Scuole del Regno (2015)

## Opere
- La solitudine del sovversivo, Milano, Guanda, 2021 ISBN 978-88-235-2764-5.